# Nolléval
Nolléval település Franciaországban, Seine-Maritime megyében. Lakosainak száma 417 fő (2022. január 1.). Nolléval La Feuillie, La Hallotière, Le Mesnil-Lieubray, Sigy-en-Bray, Saint-Lucien és Morville-le-Héron községekkel határos.

## Népesség
A település népességének változása:
| Lakosok száma | 435  | 449  | 451  | 447  | 439  | 432  | 424  | 420  | 417  |
|               | 2013 | 2015 | 2016 | 2017 | 2018 | 2019 | 2020 | 2021 | 2022 |